# Cantón Guaranda
Cantón Guaranda är en kanton i Ecuador.   Den ligger i provinsen Bolívar, i den centrala delen av landet, 160 km söder om huvudstaden Quito. Antalet invånare är 91 877. Arean är 1 898 kvadratkilometer.
Terrängen i Cantón Guaranda är mycket bergig.